# Basina da Turíngia
Basina da Turíngia (em alemão: Basena, em francês: Basine) foi uma rainha turíngia do século V, ativa na Turíngia e no Reino Franco durante o reinado do rei franco Quilderico I (r. 457–482).

## Biografia
Segundo a crônica de Gregório de Tours, Basina era originalmente casada com o rei turíngio Basino, porém resolveu partir com Quilderico para o Reino Franco após os 8 anos em que esteve em exílio na Turíngia:
| “ | Consequentemente Quilderico partiu para a Turíngia e permaneceu na clandestinidade com o rei Basino e Basina sua esposa. Os francos, depois que ele foi expulso, com um acordo selecionaram como rei Egídio, que nós tínhamos mencionado antes como o comandante das tropas enviadas pela república. E quanto ele estava no oitavo ano de seu reinado sobre eles, aquele amigo fiel secretamente ganhou a boa vontade dos francos e enviou mensagens para Quilderico com a parte da moeda dividida que ele tinha guardado, e Quilderico soube por esse sinal claro que ele era querido pelos francos, e retornou da Turíngia a pedido deles e foi restaurado para seu reino. Agora quando estes príncipes estavam reinando ao mesmo tempo, a Basina que nós mencionamos acima deixou seu marido e veio com Quilderico. E quando ele perguntou ansiosamente por qual razão ela tinha vindo tão longe para vê-lo é dito que ela respondeu: "Eu sei seu valor", disse ela "e que você é muito forte, e portanto eu vim viver com você. Para deixar-me contar-lhe que se eu soubesse de qualquer coisa mais valiosa que você em regiões além-mar eu deveria certamente ter procurado viver com você. | ” |
|   | — Gregório de Tours, História dos Francos, II.12.. |   |

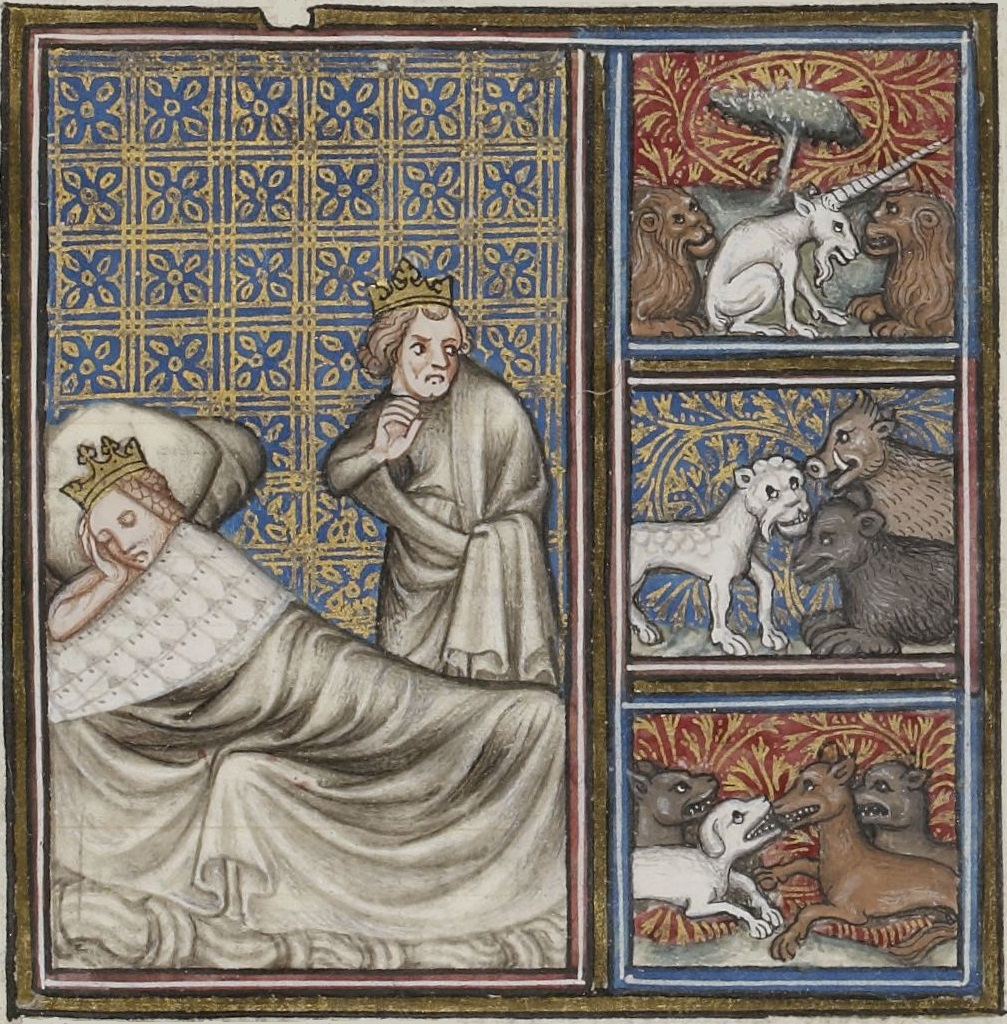
Visões de Quilderico e Basina em iluminura da Grandes Crônicas da França de Carlos V

Segundo Godefroid Kurth, desta história contida na obra de Gregório pode-se aproveitar como fato apenas a relação matrimonial entre Basina e Quilderico, com todo o resto compondo história popular. Seja como for, como estimado pelos historiadores, o casamento de Quilderico com Basina provavelmente teria sido realizado em 464, supondo que a data fornecida para seu exílio seja viável. Dessa união nasceram:
- Clóvis (c. 466 — 27 de novembro de 511), foi o primeiro rei dos Francos a se tornar cristão, por influência da esposa, Clotilde da Borgonha. Teve filhos;
- Audofleda, rainha dos Ostrogodos como esposa de Teodorico, o Grande, com quem teve Amalasunta, rainha dos Ostrogodos;
- Abofleda, morreu logo após o batismo;
- Lantilda, se converteu ao arianismo, de acordo com os sermões de Ávito de Vienne.

Nenhum documento contemporâneo sobrevivente permite estabelecer formalmente a origem de Basina. Apesar disso, estudiosos propuseram algumas teorias. Em 1909, Joseph Depoin afirmou que Basina era uma princesa franca renana com base na história de Gregório de Tours na qual Clóvis qualificou Sigeberto, o Coxo como seu parente. Ele concluiu portanto que Basina era meia-irmã de Sigeberto, o Coxo, sendo ambos filhos de Clóvis de Colônia e de Basina da Saxônia. Em 1991, Eugen Ewig, com base na alusão de "regiões além-mar" feita por Gregório de Tours, supôs que Basina era originária de estabelecimentos turíngios situados ao sul da Grã-Bretanha ou entre alguma das tribos turíngias da Escandinávia.